# 天草県
天草県（あまくさけん）は、1868年（慶応4年）に肥後国天草郡の幕府領を管轄するために明治政府によって設置された県。管轄地域は現在の熊本県天草市、上天草市、天草郡苓北町。本項では前身の富岡県（とみおかけん）についても記す。

## 概要
江戸時代、幕府領であった天草諸島は長崎奉行の管轄下に置かれていた。長崎奉行の後身である長崎裁判所から分立する形で富岡県が設置され、2ヶ月後に天草県に改称されたが、わずか4ヶ月で長崎裁判所の後身である長崎府に編入され廃止された。
なお、天草諸島は1871年（明治4年）の第1次府県統合で八代県に、1876年（明治9年）の第2次府県統合で熊本県に編入され、現在に至る。

## 沿革
- 1868年（慶応4年）
  - 閏4月25日 - 長崎奉行の管轄地域を継承した長崎裁判所から富岡県が分立。県庁を天草郡富岡町（現在の天草郡苓北町富岡）の富岡陣屋にある富岡代官所に設置。
  - 6月10日 - 富岡県が天草県に改称。
  - 8月29日 - 長崎裁判所の後身である長崎府に編入。同日天草県廃止。

## 管轄範囲
- 肥後国
  - 天草郡 - 91村（長崎裁判所89村、寺社領9村）

なお相給が存在するため、村数の合計は一致しない。

## 歴代知事

### 富岡県
- 1868年（慶応4年）閏4月25日 - 1868年（慶応4年）6月10日 ： 知事・佐々木高行（前長崎裁判所知事、元高知藩士）

### 天草県
- 1868年（慶応4年）6月10日 - 1868年（慶応4年）8月17日 ： 知事・佐々木高行（前富岡県知事）
- 1868年（慶応4年）8月17日 - 1868年（慶応4年）8月29日 ： 不在